# Neivamyrmex balzani
Neivamyrmex balzani é uma espécie de formiga do gênero Neivamyrmex.